# Philippe Curtius
Phillippe Curtius (1737-1794) var en schweizisk læge og voksmodellør som lærte Marie Tussaud kunsten at modellere i voks.
Marie Tussaud boede hos Philippe Curtius, der var læge i Bern, og som hendes mor var husbestyrerinde for. Tussaud kaldte ham "Onkel«. Curtius brugte voksmodellering til at illustrere anatomi. Senere begyndte han at lave portrætter. Curtius skabte smukke anatomiske voksmodeller, der blev beundret af Prince de Conti. I 1765 blev Curtius overtalt til at opgive sin medicinske karriere og flytte til Paris, hvor han kunne udøve voksmodellering som en kunst, der startede han arbejdet med at etablere et cabinet de cire  (et vokskabinet)  . Samme år lavede han en voksfigur af Marie Jean du Barry, Ludvig 15.'s elskerinde.
Tussaud og hendes mor fulgte Curtius til Paris. Den første udstilling af Curtius vokskabinet blev vist i 1770, og tiltrak mange mennesker. Udstillingen flyttede til Palais Royal i 1776. Curtius blev optaget som medlem af Academy of St-Luc i 1778 . Han åbnede en anden udstilling på Boulevard du Temple i 1782, Caverne des Grands Voleurs, der var en forløber for det senere rædselskabinet.
Curtius underviste Tussaud i voksmodellering, og hun begyndte at arbejde for ham og udviste et stort talent. Hun lavede sin første voksfigur af Jean-Jacques Rousseau, i 1778.
Da Curtius døde i 1794, efterlod han sin samling af voksfigurer til Marie Tussaud.

## Eksterne kilder og henvisninger
1. ↑  Undine Concannon, ‘Tussaud , Anna Maria (bap. 1761, d. 1850)’, Oxford Dictionary of National Biography, Oxford University Press, 2004
2. ↑  'Madame Tussaud: And the History of Waxworks' by Pamela Pilbeam Published by Continuum International Publishing Group, (2006) pg 17 ISBN 1-85285-511-8